# Metalinguistisches Bewusstsein
Metalinguistisches Bewusstsein (auch metalinguistische Fähigkeit) bezieht sich auf die Fähigkeit, bewusst über die Natur der Sprache nachzudenken und Metasprache zu verwenden, um sie zu beschreiben. Das Konzept des metalinguistischen Bewusstseins ist hilfreich, um die Ausführung und Übertragung von sprachlichem Wissen zwischen Sprachen zu erklären (z. B. durch Code-Switching sowie Übersetzung zwischen Zweisprachigen). Metalinguistik drückt sich beispielsweise wie folgt aus:
- ein Bewusstsein dafür, dass Sprache das Potenzial hat, über die wörtliche Bedeutung hinauszugehen und darüber hinaus mehrere oder implizite Bedeutungen, formale Strukturen wie Phoneme, Syntax usw. einzuschließen.
- ein Bewusstsein für die Flexibilität der Sprache durch Ironie, Sarkasmus und andere Formen des Wortspiels
- ein Bewusstsein also auch dafür, dass Sprache eine Struktur hat, die manipuliert werden kann
- das Bewusstsein, dass ein Wort von seinem Referenten trennbar ist (die Bedeutung liegt im Kopf, nicht im Namen, d. h. Sonia ist Sonia, und ich werde dieselbe Person sein, auch wenn mich jemand anders nennt)

Metalinguistisches Bewusstsein unterscheidet sich daher von der Vorstellung, sich mit normalen Sprachoperationen zu beschäftigen; es befasst sich vielmehr mit dem Prozess des Sprachgebrauchs und der Ausübung der entsprechenden Kontrolle.
Die derzeit am weitesten verbreitete Auffassung von metalinguistischem Bewusstsein geht davon aus, dass seine Entwicklung auf kognitiver Kontrolle (d. h. Auswahl und Koordination der relevanten Informationen, die zum Verständnis der Sprachmanipulation erforderlich sind) und analysiertem Wissen (d. h. Erkennen der Bedeutung und Struktur der manipulierten Sprache) beruht.

## Hintergrund

### Ursprünge
Für die Frage, woher metalinguistische Fähigkeiten kommen können, gibt es mehrere Erklärungen.
Eine solche Erklärung beruht auf der Annahme, dass sich die metalinguistischen Fähigkeiten parallel zum Spracherwerb entwickeln, insbesondere im Hinblick auf die gesprochene Sprache. Die Entwicklung von Mechanismen, die es einer Person ermöglichen, Fehler beim Sprechen zu erkennen, ist dieser Ansicht nach eine Manifestation der metalinguistischen Fähigkeiten.
Eine andere mögliche Erklärung geht davon aus, dass sich metalinguistisches Bewusstsein und metalinguistische Fähigkeiten von anderen Formen sprachlicher Entwicklung unterscheiden, wobei diese metalinguistischen Fertigkeiten völlig unabhängig von der Entwicklung und dem Erwerb grundlegender Sprech- und Hörfähigkeiten sind. Nach dieser Erklärung unterscheiden sich metalinguistische Fähigkeiten notwendigerweise von sprachlicher Kompetenz.
Eine dritte mögliche Erklärung geht davon aus, dass metalinguistisches Bewusstsein als Ergebnis des Sprachunterrichts in der Schule entsteht. Diese Erklärung geht davon aus, dass es der Prozess des Lesenlernens ist, der die metalinguistischen Fähigkeiten fördert.

### Spätere Entwicklungen
Heute ist die am weitesten verbreitete Vorstellung von der Entwicklung des metasprachlichen Bewusstseins ein Rahmen, der nahelegt, dass dies durch die Entwicklung zweier Dimensionen erreicht werden kann: analysiertes Wissen und kognitive Kontrolle. Im Gegensatz zu intuitivem Wissen bezieht sich analysiertes Wissen auf „Wissen, das explizit und objektiv ist“. Kognitive Kontrolle beinhaltet „die Auswahl und Koordination von Informationen, normalerweise innerhalb eines Zeitrahmens“.
Bei einem gegebenen Satz, beispielsweise einem Satz mit Wortspiel, läuft das metasprachliche Bewusstsein in mehreren Schritten ab. Man muss die Auswahl und Koordination der relevanten Informationen in diesem Satz kontrollieren und dann die Informationen so analysieren, wie sie dargestellt werden, um sie zu entschlüsseln.
Ellen Bialystok und Ryan argumentieren, dass das Erreichen von metalinguistischem Bewusstsein die Fähigkeit ist, beide Dimensionen auf einem beliebig „hohen“ Niveau zu manipulieren. Bei der Untersuchung der metalinguistischen Fähigkeiten bei Kindern deutet das proportionale Wachstum dieser beiden Dimensionen darauf hin, dass es möglicherweise kein festes Alter für den Beginn der Entwicklung gibt, um metalinguistische Fähigkeiten zu verfolgen oder zu messen, sondern dass sich die Kompetenz eher entwickelt, wenn zunehmend schwierigere metalinguistische Probleme auftreten.

## Arten des metalinguistischen Bewusstseins
Es gibt vier Hauptkategorien des metalinguistischen Bewusstseins, in denen sich dieses Konzept der metalinguistischen Fähigkeit manifestieren kann. Diese Kategorien sind: phonologisches Bewusstsein, Wortbewusstsein, syntaktisches Bewusstsein und pragmatisches Bewusstsein.

### Phonologisches Bewusstsein und Wortbewusstsein
Phonologisches Bewusstsein und Wortbewusstsein arbeiten Hand in Hand, um dem Sprachbenutzer zu ermöglichen, die Bestandteile der verwendeten Sprache zu verarbeiten, zu verstehen und zu nutzen. Diese Formen des metasprachlichen Bewusstseins sind besonders wichtig beim Erlernen des Lesens. Das phonologische Bewusstsein kann mithilfe von Aufgaben zur phonetischen Segmentierung beurteilt werden, obwohl Tests mit nicht-digraphischen Silben, die keine Wörter sind, genauere Ergebnisse zu liefern scheinen.

### Syntaktisches Bewusstsein
Syntaktisches Bewusstsein wird aktiviert, wenn eine Person gedankliche Operationen im Zusammenhang mit strukturellen Aspekten der Sprache durchführt. Dabei werden Schlussfolgerungs- und pragmatische Regeln angewendet. Dies kann durch Korrekturaufgaben für Sätze gemessen werden, die Wortreihenfolgeverletzungen enthalten.

### Pragmatisches Bewusstsein
Pragmatisches Bewusstsein bezieht sich auf das Bewusstsein der Beziehungen zwischen Sätzen und ihrer kontextuellen/relationalen Qualität. Dies kann den epistemischen Kontext, das Wissen über die Situation oder andere Einzelheiten rund um die Äußerung umfassen. Dies kann gemessen werden, indem die Fähigkeit beurteilt wird, Inkonsistenzen zwischen Sätzen zu erkennen.

## Korrelationen mit anderen Sprachfeldern
In früheren Studien wurde versucht, Zusammenhänge zwischen dem Erwerb von metalinguistischen Fähigkeiten und anderen sprachlichen Fähigkeiten wie Lese- und Schreibfähigkeit und Bilingualismus zu finden. Allerdings kam es zu einem Paradigmenwechsel, als die Idee entstand, dass metalinguistische Fähigkeiten stattdessen anhand grundlegender Fähigkeiten (d. h. analysiertes Wissen und kognitive Kontrolle) gemessen werden müssen. Dieser Ansatz – die Analyse von Fähigkeiten durch den Vergleich mit Fertigkeiten statt durch den Vergleich mit anderen Fähigkeiten – wurde später auch auf andere sprachliche Fähigkeiten angewendet, die ähnliche Fähigkeiten erforderten.

### Alphabetisierung
Der Prozess des Lesenlernens hängt in hohem Maße von analysiertem Wissen über die Funktionen und Merkmale des Lesens ab, von der Kontrolle über das erforderliche Wissen und von der Kontrolle über die formalen Aspekte der Sprache, um ihre Bedeutung zu erfassen. Verschiedene Untersuchungen haben gezeigt, dass Schwächen in einem dieser Aspekte auf eine geringere Lese- und Schreibkompetenz hinweisen. Daher besteht ein Zusammenhang zwischen Lese- und Schreibkompetenz und metasprachlichem Bewusstsein.
Separate Studien legen auch nahe, dass der Prozess des Lesenlernens stark von der Begabung für metalinguistische Faktoren beeinflusst wird. Tatsächlich erweisen sich ältere, lesen und schreibende Kinder oft als versierter in metalinguistischen Fähigkeiten. Es wird jedoch vermutet, dass die Beziehung umgekehrt sein könnte, indem verbesserte metalinguistische Fähigkeiten zu einer verbesserten Lesefähigkeit führen und nicht das Lesen eine Verbesserung der metalinguistischen Fähigkeiten auslöst.

### Bilingualismus
Studien haben im Allgemeinen die Hypothese unterstützt, dass zweisprachige Kinder eine größere kognitive Kontrolle besitzen als ihre einsprachigen Altersgenossen. Diese Studien werden unter dem Vorbehalt durchgeführt, dass ein- und zweisprachige Kinder, die beurteilt werden, als Ausgangsbasis gleiche Kompetenzen in den Sprachen haben, die sie sprechen. Dies würde darauf hindeuten, dass die Leistungsunterschiede eher mit einem Unterschied in der metasprachlichen Fähigkeit als mit Unterschieden in der Sprachkompetenz zusammenhängen.
Bei der Beurteilung der Fähigkeiten wiesen zweisprachige Kinder ein ausgeprägtes Bewusstsein für die willkürliche Beziehung zwischen Wörtern und ihren Bedeutungen sowie für Strukturen und Bedeutungen auf. Dieses ausgeprägte Bewusstsein könnte sich in der Übertragbarkeit der Idee, dass Sprache formbar ist, auf andere Sprachen manifestieren. Interessanterweise schienen Studien zu zeigen, dass zweisprachige Kinder in ihren metalinguistischen Fähigkeiten bessere Leistungen zeigten als in den Sprachen selbst.